# Трецоне
Трецоне (итал. Trezzone) је насеље у Италији у округу Комо, региону Ломбардија.
Према процени из 2011. у насељу је живело 202 становника. Насеље се налази на надморској висини од 454 м.

## Становништво
Према резултатима пописа становништва 2011. у општини је живело 237 становника.
| 1931. | 1936. | 1951. | 1961. | 1971. | 1981. | 1991. | 2001. | 2011. |
| ----- | ----- | ----- | ----- | ----- | ----- | ----- | ----- | ----- |
| 235   | 233   | 226   | 193   | 155   | 179   | 183   | 202   | 237   |